# FNN World Uplink
『FNN World Uplink』（エフエヌエヌ ワールド・アップリンク）は、1991年4月8日から1993年3月31日までフジテレビ系列（FNN、テレビ大分と鹿児島テレビの2局を除く）で放送された朝の報道・情報番組。

## 概要
番組の仮タイトルは「FNN WORLD NETWORK」。
報道・情報番組の強化を目指していた当時の鹿内宏明会長の肝いりで、専用衛星回線「F-STAR」稼働に合わせて1991年4月に放送開始。番組のコンセプトは「世界3分割」で朝のスーパータイムを目指していた。タイトルの通り、SNGを用いてニューヨークとパリの衛星同時中継を展開。各地にアナウンサーを常駐させ最新情報を伝えた。放送に際しては、パリからの映像を大西洋上空の衛星を経由し、ニューヨークで受信、そしてニューヨークからの映像と共にアメリカの国内衛星、ワシントン・ブリュースターにあるパラボラアンテナをそれぞれ経由し、太平洋上空の「F-STAR」に送られ、河田町・フジテレビのパラボラアンテナに受信される方式をとっていた。時差はパリ-東京間が0.78秒、ニューヨーク-東京間は0.5秒。アメリカABCの夕方ニュースが始まる7:30（現地時間の18:30）にはそのニュースを同時通訳付きで放送、パリからもフランスの民放局TF1の前日20:00のニュースを時差付きで放送していた。
初代キャスターは『FNNニュースレポート11:30』→『FNNスピーク』とお昼のニュースを9年間担当した同局の露木茂が担当。アシスタントには『FNNニュースレポート11:30』で露木と組んだ『おはよう!ナイスデイ』の元アシスタント・吉崎典子が務めた。フジテレビ第7スタジオ（報道スタジオ）には大型モニターがスタジオセットの壁面に設置され、海外支局を呼びかける演出に用いられた。
この時間帯はかねてより日本テレビの『ズームイン!!朝!』が強かった上、TBSの『ビッグモーニング』も好調だったため視聴率がふるわず、1年後にはテコ入れを導入して露木・吉崎コンビを『FNNスーパータイム』に回し、キャスターに『おはよう!ナイスデイ』の総合司会を務めた向坂樹興、アシスタントには直前までパリ支局にいた河野景子を起用。『モーニングLIVE』のキャスター陣がスポーツ、お天気コーナーを担当し、第7スタジオのセットも『FNNスピーク』と共用のデザインに変更等とコスト削減を用いた演出となった。
しかしこれでも視聴率は取れず、さらに1992年7月に企画立案者でもある鹿内会長がフジサンケイグループ内のクーデターによりグループ各社の会長職を解任・辞任に追い込まれて失脚。同年10月には放送時間変更を機にテーマ曲を改めるなど、短期間で頻繁にテコ入れが行われたものの、依然として視聴率の低下に歯止めはかからず、1993年3月31日をもって番組は終了した。後番組は『FNN おはよう!サンライズ』。なお、向坂は番組終了から1年後の1994年4月から当該枠で開始された『めざましテレビ』のニュースキャスターに起用され、当該枠復帰を果たした。

## 放送時間
| 期間      | 期間      | 放送時間（JST）                 | 備考                         |
| --------- | --------- | ------------------------------- | ---------------------------- |
| 1991.4.8  | 1992.9.30 | 月 - 金曜日 6:30 - 7:45（75分） |                              |
| 1992.10.1 | 1993.3.31 | 月 - 金曜日 6:45 - 8:00（75分） | 「ウゴウゴルーガ」開始に伴い |

## 出演者
『FNN World Uplink』各キャスターの変遷
| 期間 | 期間      | メイン司会      | サブ司会  | メイン代役      | コメンテーター                               | ニューヨーク | ニューヨーク               | ニューヨーク               | パリ                 | スポーツ   | スポーツ   | スポーツ     | スポーツ     | お天気          | お天気          | お天気          | お天気          |
| 期間 | 期間      | メイン司会      | サブ司会  | メイン代役      | コメンテーター                               | 全曜日       | 月 - 水曜日                | 木・金曜日                 | パリ                 | 月・火曜日 | 水曜日     | 木曜日       | 金曜日       | 月・火曜日      | 水曜日          | 木曜日          | 金曜日          |
| --- | --------- | --------------- | --------- | --------------- | -------------------------------------------- | ------------ | -------------------------- | -------------------------- | -------------------- | ---------- | ---------- | ------------ | ------------ | --------------- | --------------- | --------------- | --------------- |
| 1991.4.8 | 1991.9.30 | 露木茂1         | 吉崎典子2 | 佐々木信也3     | 舛添要一 佐々淳行 稲増龍夫 永谷脩 小此木政夫 | 永麻理       | クリストファー・フィールド | トレイシー・スタインメッツ | 河野景子             | 吉田伸男   | 三宅正治   | 三宅正治     | 塩原恒夫     | 松尾紀子4       | 佐藤里佳        | 佐藤里佳        | 木幡美子5       |
| 1991.10.1 | 1992.3.31 | 露木茂1         | 吉崎典子2 | 佐々木信也3     | 舛添要一 佐々淳行 稲増龍夫 永谷脩 小此木政夫 | 永麻理       | クリストファー・フィールド | トレイシー・スタインメッツ | 河野景子 阿部知代    | 吉田伸男   | 三宅正治   | 三宅正治     | 塩原恒夫     | 松尾紀子4       | 佐藤里佳        | 佐藤里佳        | 木幡美子5       |
| 1992.4.1 | 1992.9.30 | 向坂樹興1・3・6 | 河野景子  | 横井克裕4・7・8 | 舛添要一 佐々淳行 稲増龍夫 永谷脩 小此木政夫 | 永麻理       | クリストファー・フィールド | （不在）                   | 阿部知代 田代尚子    | 境鶴丸1・9 | 境鶴丸1・9 | 長坂哲夫1・9 | 長坂哲夫1・9 | 佐藤里佳1・9    | 佐藤里佳1・9    | 木幡美子1・4・9 | 木幡美子1・4・9 |
| 1992.10.1 | 1993.3.31 | 向坂樹興1・3・6 | 河野景子  | 横井克裕4・7・8 | 舛添要一 佐々淳行 稲増龍夫 永谷脩 小此木政夫 | 永麻理       | クリストファー・フィールド | （不在）                   | 田代尚子10 筒井櫻子7 | 長坂哲夫9  | 長坂哲夫9  | 境鶴丸7・9   | 境鶴丸7・9   | 木幡美子4・7・9 | 木幡美子4・7・9 | 佐藤里佳9・11   | 佐藤里佳9・11   |
| - パリ支局に2人担当者がいる時期は交代で担当。 - 1 1992年3月30日から同年4月3日まで『ニュース&ウェザー』を兼務（詳細は同番組のページを参照）。 - 2 当時は大林姓として担当。 - 3 『THE WEEK』を兼務（佐々木は1991年9月まで）。 - 4 『FNNスピーク』を兼務（担当時期の詳細は、同番組の歴代メインキャスター一覧を参照）。 - 5 1992年3月27日まで『おめざめ天気予報』を兼務。 - 6 『日曜TOP情報』を兼務。 - 7 『FNN おはよう!サンライズ』も続投（横井はニュース担当、筒井はパリ取材部分担当として） - 8 1992年7月から『FNNニュース・明日の天気』および『FNN NEWSCOM』を担当（いずれも金曜日担当として）。 - 9 『モーニングLIVE』を兼務。 - 10 1993年3月23日まで担当後、一足早く帰国し最終回の同年3月31日は東京から出演。 - 11 『夕食ばんざい』を兼務。 |           |                 |           |                 |                                              |              |                            |                            |                      |            |            |              |              |                 |                 |                 |                 |

## 主なコーナー
- World Top News（世界各地のトップニュースを紹介）
- Weather Report（天気予報）
- Sports & Entertainment
- Economy Roudup（経済情報）

## 歴代のオープニング
番組タイトルが歌われるテーマ曲やジングルは、関口敏行が作曲した（同局の深夜ニュース番組『FNN NEWSCOM』も同様）。
- 初代（1991年4月8日 - 1992年3月31日放送版）：朝焼けの街の様子をモチーフとしたCG。
- 2代目（1992年4月1日 - 9月30日放送版）：朝焼けを青空に代えた、初代のアレンジ版。
- 3代目（1992年10月1日 - 1993年3月31日放送版）：お天気カメラ等をバックに、タイトルロゴがローマ字「World Uplink」からカタカナ「ワールドアップリンク」に変わるCG。テーマ曲は変更。

## ハプニング
前述の方法で映像を受信していたが、経由地で大雨や霧雨が降った際は雨粒の密度が高いため電波を散乱させてしまい、中継回線が不具合を起こすことがあり、それの影響でハプニングもしばしばあった。
- 1992年12月18日の放送で、ニューヨーク支局の永麻理を呼び出した際、永の声が通常よりも甲高く放送された。気を取り直してパリ支局の筒井櫻子を呼び出すも、こちらも同じように甲高かったが、不具合が直ったのか程なくして通常の声に戻った。
- 1993年3月5日の放送で、パリ支局の筒井櫻子を呼び出した際、音声は通常通り流れたものの、映像がフリーズしたまま放送された。

これらのハプニングの模様は後に『FNS番組対抗NG名珍場面大賞』でも放送された。

## ネット状況

### ネット局
| 放送対象地域   | 放送局                                 | 放送当時の系列 | 備考                                                         |
| -------------- | -------------------------------------- | -------------- | ------------------------------------------------------------ |
| 関東広域圏     | フジテレビジョン (CX) （基幹・制作局） | FNN            |                                                              |
| 北海道         | 北海道文化放送 (UHB)                   | FNN            |                                                              |
| 岩手県         | 岩手めんこいテレビ (mit)               | FNN            |                                                              |
| 宮城県         | 仙台放送 (OX)                          | FNN            |                                                              |
| 秋田県         | 秋田テレビ (AKT)                       | FNN            |                                                              |
| 山形県         | 山形テレビ (YTS)                       | FNN            |                                                              |
| 福島県         | 福島テレビ (FTV)                       | FNN            |                                                              |
| 新潟県         | 新潟総合テレビ (NST)                   | FNN            | 現・NST新潟総合テレビ                                        |
| 富山県         | 富山テレビ (T34)                       | FNN            | 現・BBT                                                      |
| 石川県         | 石川テレビ (ITC)                       | FNN            |                                                              |
| 福井県         | 福井テレビ (FTB)                       | FNN            |                                                              |
| 長野県         | 長野放送 (NBS)                         | FNN            |                                                              |
| 静岡県         | テレビ静岡 (SUT)                       | FNN            |                                                              |
| 中京広域圏     | 東海テレビ (THK)                       | FNN            | 『FNN東海テレビWorld Uplink』に改題。 放送時間については後述 |
| 近畿広域圏     | 関西テレビ (KTV)                       | FNN            | 『FNN World Uplink おおさか』に改題                          |
| 島根県・鳥取県 | 山陰中央テレビ (TSK)                   | FNN            |                                                              |
| 岡山県・香川県 | 岡山放送 (OHK)                         | FNN            |                                                              |
| 広島県         | テレビ新広島 (TSS)                     | FNN            |                                                              |
| 愛媛県         | 愛媛放送 (EBC)                         | FNN            | 現・テレビ愛媛                                               |
| 福岡県         | テレビ西日本 (TNC)                     | FNN            |                                                              |
| 佐賀県         | サガテレビ (STS)                       | FNN            |                                                              |
| 長崎県         | テレビ長崎 (KTN)                       | FNN            |                                                              |
| 熊本県         | テレビ熊本 (TKU)                       | FNN            |                                                              |
| 宮崎県         | テレビ宮崎 (UMK)                       | FNN/NNN/ANN    |                                                              |
| 沖縄県         | 沖縄テレビ (OTV)                       | FNN            |                                                              |

### 備考
- 山形テレビは、当番組終了翌日となる1993年4月1日にANN系列にネットチェンジしたため、フジテレビ系平日朝の情報番組は当番組が最後となった[注釈 6]。なお、1993年4月1日は木曜日だったが、次番組の『おはよう!サンライズ』が同日開始となったのは、同局のネットチェンジの関係で切り替わったためである。
- 東海テレビでは、当初は7時台に特撮ドラマとアニメの再放送枠が編成されていたため、6:56飛び降りの30分番組として放送されていたが、1991年10月に同局が特撮を別の時間帯へ移し、アニメの再放送を休止したことによって放送時間が拡大された。
- 関西テレビでは、『FNN World Uplink おおさか』の題で放送され、関西ローカルパートが挿入されていた。1992年10月1日以降は放送時間が15分拡大され、以後、番組は最終回を迎えるまで6時半から放送された。内容については『ザ・モーニング630』の項を参照のこと。
- テレビ大分[注釈 7]と鹿児島テレビ[注釈 8]の2局は、日本テレビ系列主体のクロスネット局で、当該時間帯は日本テレビ系列の番組を放送しており、当番組は放送されていなかった。